# Biblioteca de Birmingham
La Biblioteca de Birmingham es una biblioteca pública en Birmingham, Inglaterra. Está situada en la plaza Centenario, en el lado oeste del centro de la ciudad, junto al Birmingham Rep (a la que se conecta, y con la que comparte algunas instalaciones) y la Casa Baskerville. Se inauguró el 3 de septiembre de 2013, reemplazando así a la Biblioteca central de Birmingham. La biblioteca, la cual se estima ha costado  188.8 millones de libras , es vista por el Ayuntamiento de Birmingham cómo un proyecto emblemático para el plan de desarrollo de la ciudad. Además, es descrita como la biblioteca pública más grande en el Reino Unido, como el espacio público cultural más extenso en Europa, y la biblioteca regional más grande en dicho continente. 2.414.860 millones de visitantes concurrieron a la biblioteca en el año 2014, posicionándola en el décimo lugar de las atracciones turísticas más populares en el Reino Unido.

## Historia

### Antecedentes
Durante muchos años, el gobierno municipal de Birmingham buscó trasladar la biblioteca. El plan original era construir una nueva biblioteca  en el emergente distrito de Eastside, que se había abierto al centro de la ciudad tras la demolición del Circo Masshouse. Richard Rogers diseñó un proyecto para la biblioteca en un solar de la citada área. Sin embargo, por razones financieras y por las reservas que suscitaba su ubicación, este plan fue archivado.
El consejo sugirió que la biblioteca se dividiera en dos partes, un edificio nuevo para albergar la biblioteca principal de préstamos, que se construiría entre el Teatro Rep y Baskerville House en la plaza del Centenario, que hasta 2009 había sido un aparcamiento público, y un segundo edificio en Millennium point en "Eastside" para albergar los archivos y las colecciones especiales. 
En agosto de 2006, el consejo confirmó que la zona entre el teatro Rep y Baskerville House sería el futuro emplazamiento de la biblioteca. Capita Symonds había sido nombrada gestora del proyecto. La intención del ayuntamiento era crear un edificio cívico emblemático de "categoría mundial" en la plaza del Centenario. Poco después, se desechó la idea de las dos sedes y los archivos y las colecciones especiales se trasladarían al emplazamiento de Centenary Square.
Se convocó un concurso internacional, organizado por el Real Instituto de Arquitectos Británicos, para seleccionar al arquitecto de la obra. el 27 de marzo de 2008 se anunció una lista de siete arquitectos, preseleccionados entre una lista de más de 100 candidatos. Los estudios elegidos fueron: Foreign Office Architects, Foster and Partners, Hopkins Architects, Mecanoo, OMA, Schmidt hammer lassen y Wilkinson Eyre.
A principios de agosto de 2008,  se anunció a Mecanoo y los ingenieros multidisciplinares Buro Happold como ganadores del concurso de diseño. En un acto de presentación celebrado el 2 de abril de 2009, el ayuntamiento y los arquitectos desvelaron planes más detallados sobre el proyecto. 
La anterior Biblioteca Central fracasó por segunda vez en su intento de obtener el estatus de edificio protegido y a principios de 2015 estaba previsto que comenzaran las obras de demolición de la antigua biblioteca para dar paso a la remodelación del Circo Paradise.

### Recepción
Las reacciones al ver la biblioteca, en general, fueron positivas. El entonces poeta Andrew Motion dijo que "estos planes son adecuadamente ambiciosos para preservar la mejor práctica tradicional, y a la vez, abrir un edificio que da nuevas ideas de lo qué debe ser una biblioteca- el corazón de una comunidad, cumpliendo con toda clase de necesidades sociales, al igual que escolares, de investigación y de placer". Philip Pullman dijo "La nueva Biblioteca de Birmingham suena como que será encantadora y debería atraer a más usuarios que la actual, con su impresionante total de visitas de 5,000 por día". Sir Alan Ayckbourn dijo "Sin reservas apoyo los nuevos planes propuestos para el desarrollo de la nueva biblioteca de Birmingham" e Irvine Welsh dijo "[Es] una iniciativa audaz y conviencente que promete redefinir y modernizar la noción entera de servicios de bibliotecas pública, y en el proceso crean el mayor recurso público de la información en Europa... Los escritores lo amaran, y los lectores también". El arquitecto de la Biblioteca Central de Birmingham, John Madin, criticó el edificio al argumentar que no era apto para el propósito en 2011.Madin dijo " Ellos gastan todo este dinero es una nueva biblioteca que no es mejor que la existente. El ochenta por ciento de ello no tendrá luz natural y no cumple con las normas de la edificación existente".

### Construcción

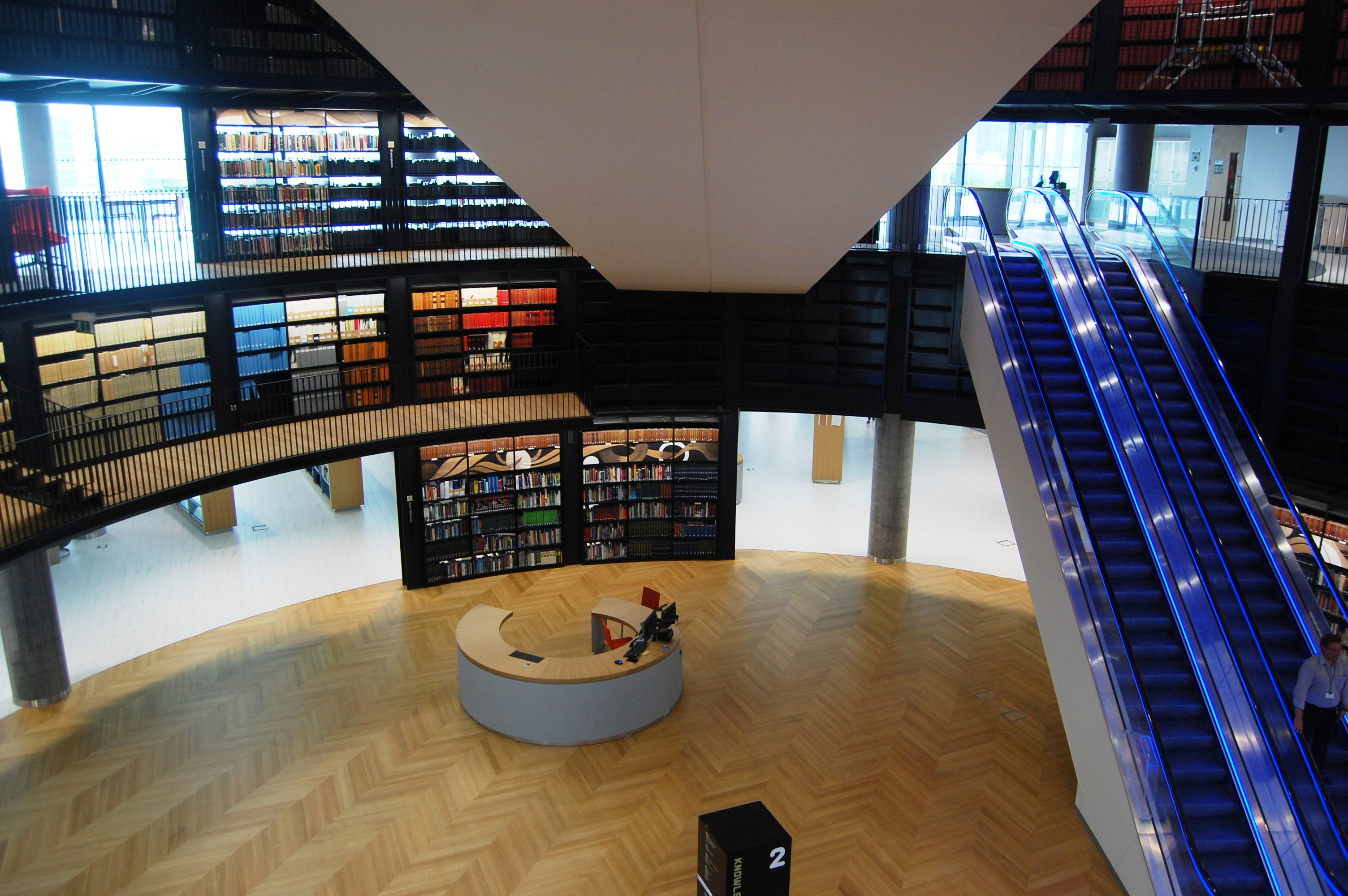
El interior, visto la semana anterior a la apertura.

Ya se había comenzado a preparar el terreno para el edificio, así como el trabajo arqueológico, entre la Casa Baskerville y el Rep antes de que la licencia de obra fuera concedida. El permiso no fue concedido por el gobierno municipal de Birminghamen hasta diciembre de 2009. El trabajo de construcción, el cual fue realizado por Carillion, comenzó en enero de 2010 y se tenía como objetivo que se terminara el 3 de septiembre de 2013. Al conmemorarse la finalización de la parte más alta del edificio, se llevó a cabo una ceremonia el 14 de septiembre de 2011.

### Apertura
La apertura oficial del 3 de septiembre de 2013 fue conducida por Malala Yousafzai, la estudiante pakistaní que sobrevivió a un intento de asesinato por parte de los talibanes, y que ahora vive en Birmingham. Antes de la revelación de una placa, ella dijo: "No olvidemos que incluso un libro, una pluma, un maestro puede cambiar el mundo".

## Arquitectura

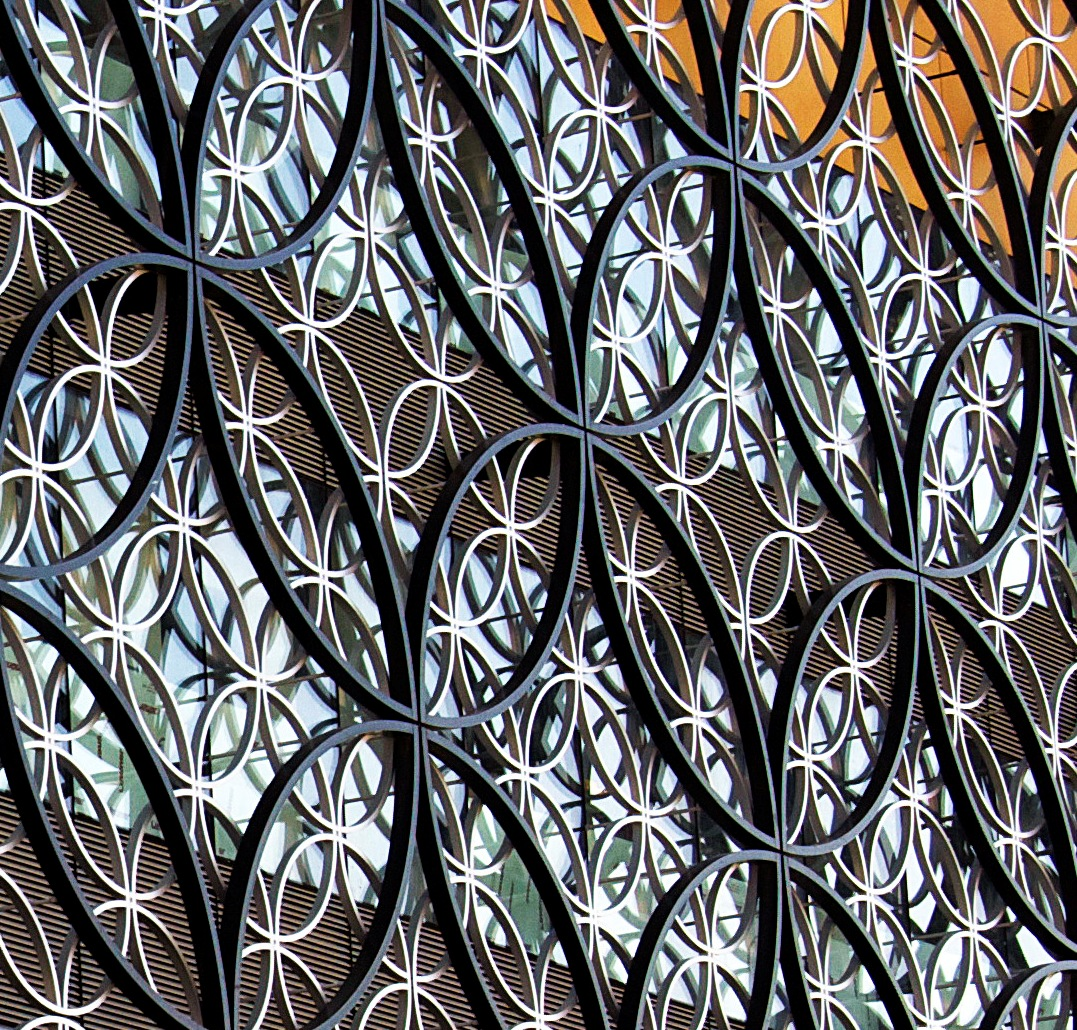
Decorado en el exterior del edificio

La biblioteca utiliza una "sistema de fuente de tierra de capa acuífera" para reducir el consumo de energía. Aguas subterráneas frías serán bombeadas desde dentro la tierra y usadas en el sistema de aire acondicionado. El agua fluirá entonces de nuevo en la tierra a través de un pozo perforado. El empleo de aguas subterráneas como una fuente de energía renovable bajará las emisiones de dióxido de carbono de la biblioteca.

## Colecciones
La biblioteca tiene un número importante de colecciones a escala nacional e internacional, entre ellos los archivos Boulton and Watt, el archivo Bournville Confianza de Pueblo, el archivo Charles Parker, la colección Parker de libros para niños, la colección de boletos de transporte de Wingate Bett, el estudio fotográfico Warwickshire, el archivo del Instituto británico de Estudios de Órgano y la biblioteca de Ferrocarril y Canal de Panamá Sociedad Histórica
El Shakespeare Memorial Room fue diseñado en 1882 por John Henry Chamberlain para la primera Biblioteca Central. Cuando el viejo edificio fue demolido en 1974 el espacio de Chamberlain fue desmantelado y más tarde montado en la nueva capa de concreto del nuevo complejo de la biblioteca. Cuando la Biblioteca de Birmingham fue construida, se trasladó de nuevo, a la planta superior. Casas de la colección de Shakespeare británica más importante, y una de las dos colecciones de Shakespeare más importantes en el mundo; y el otro en poder de la Biblioteca Folger Shakespeare. La colección contiene 43,000 libros incluyendo artículos raros como una copia del Primer Folio 1623; las copias de las primeras cuatro ediciones de Folio; más de 70 ediciones de obras impresas por separado antes de 1709 incluyendo tres "Pavier" quartos publicado en 1619 pero falsamente fechadas. Hay colecciones significativas a partir de los siglos 18, 19 y 20, una colección casi completa de Obras, un números significativos de adaptaciones, antologías y ediciones individuales.
La colección Boulton y Watt es el archivo de la sociedad del motor de vapor de Matthew Boulton y James Watt, que data su formación en 1774 hasta el cierre de la firma en los años de 1890. El archivo comprende aproximadamente 550 volúmenes de cartas, libros, carteras de pedidos y libros de contabilidad, aproximadamente 29,000 dibujos de motores y más de 20,000 cartas recibidas de clientes. Boulton y Watt fabricaron los motores de tornillo para Brunel SS Great Eastem y el archivo incluye una cartera de 13 copias de albumen por Robert Howlett que documenta la construcción del Great Eatem, incluyendo una rara variante del retrato de Brunel de 1857.